# یواس‌اس چیمان (ایجی-۱۵۰)
یواس‌اس چیمان (ایجی-۱۵۰) (به انگلیسی: USS Chimon (AG-150)) یک کشتی بود که طول آن 328' بود. این کشتی در سال ۱۹۴۵ ساخته شد.